# Вилијам Лиман (фудбал)
Вилијам Лиман (Сент Луис, 20. децембар 1901 – Сент Луис, јануар 1979)  био је амерички фудбалер, бек који је био у саставу САД на Светском првенству у фудбалу 1934. године. Професионално је играо у Фудбалској лиги Сент Луиса.